# بو هاغان
بو هاغان (بالإنجليزية: Bo Hagan)‏ هو لاعب كرة قدم أمريكية أمريكي، ولد في 8 أكتوبر 1925 في سافانا في الولايات المتحدة، وتوفي في 22 يناير 2002 في غرينفيل في الولايات المتحدة.

## وصلات خارجية
- بو هاغان على موقعبيزبول رفرنس.كوم (الدوري الثانوي) (الإنجليزية)